# Rosen aus dem Süden
Rosen aus dem Süden (Rose del Sud) op. 388, è un valzer di Johann Strauss (figlio).
(Fremdenblatt)

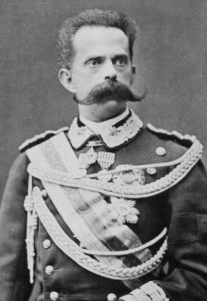
Umberto I di Savoia: Strauss dedicò una versione per piano del valzer al sovrano italiano.

Così scrisse il giornale Fremdenblatt (3 ottobre) in sede di riesame del grande successo alla prima dell'operetta di Johann Strauss Das Spitzentuch der Königin (Il fazzoletto di pizzo della regina), che ebbe la sua prima al Theater an der Wien di Vienna il 1º ottobre 1880.
Il compositore stesso, nonostante il favore con il quale la sua operetta venne accolta da pubblico e critica, era convinto che non avrebbe goduto di un successo duraturo. Ma Strauss non aveva alcun dubbio al riguardo del valzer, Rosen aus dem Süden, che aveva frettolosamente assemblato da motivi dell'operetta. L'edizione per pianoforte venne pubblicata dal suo editore, Cranz, appena quattro giorni dopo la prima del lavoro.
L'onore di condurre la prima rappresentazione di Rosen aus dem Süden toccò al fratello Johann, Eduard Strauss, ancora impegnato in un tour di concerti in Germania quando vi fu la prima dell'operetta, che il 7 novembre lo eseguì durante uno dei concerti della domenica pomeriggio diretti da Eduard al Musikverein.
Il valzer racchiude al suo interno alcune delle più belle arie dell'operetta, due arie che già avevano ricevuto la lode alla prima rappresentazione furono quella del re nel primo atto Stets kommt mir wieder in den Sinn (il ritornello che Strauss sostenne di aver dovuto riscrivere per ben 12 volte) e la romanza di Cervantes del secondo atto Wo die Wilde erblht Rose.
Di particolare interesse sono le due versioni per pianoforte pubblicate dall'editore Cranz nel mese di ottobre del 1880. La prima non ha grandi particolarità, sulla copertina mostrava il titolo del valzer con illustrate rose e rami di palma intrecciati in un fazzoletto di pizzo.
La seconda versione, invece, mostrava alcune differenze: sulla copertina erano illustrate delle rose intrecciate lungo una veranda e sullo sfondo un vulcano (presumibilmente il Vesuvio). Questa versione per piano riportava una personale dedica di Johann Strauss: "Nel più profondo rispetto a sua Maestà Umberto I, re d'Italia".